# Brígida Agüero
Brígida Agüero y Agüero (1837-1866) foi uma poetisa do século XIX de Camagüey, Cuba.

## Morte
Agüero sofreu um lento declínio na sua saúde e morreu de tuberculose em 26 de fevereiro de 1866, aos 28 anos de idade. O seu poema final, um soneto intitulado Resignation, é um que ela escreveu no seu leito de morte.
Segundo Coronado, após a sua morte, "a memória de Agüero foi homenageada com muitas homenagens respeitosas. Poetas cubanos fizeram uma poética coroa fúnebre lamentando um acontecimento tão triste."
Em 1955, as autoridades municipais de Camagüey pensaram em nomear uma das suas ruas em homenagem à poetisa citando o seu trabalho, "como uma excelente aluna das aulas de literatura da Sociedade Filarmónica de Porto Príncipe, tendo obtido grandes sucessos em 1861". Após deliberação e, "usando a democracia, o presidente colocou a questão em votação nominal e a mudança de nome foi aprovada por maioria".

## Poemas selecionados
- Portrait of a young lady (1858)[4]
- Echoes of the soul (1858)
- Inspiration (1858)
- The Christian faith (1858)
- Flowers of the soul (1859)
- Lo Bello (1859)
- To Mrs. Gertrudis Gómez de Avellaneda (1859)
- To the Virgin (1859)
- The Encounter  (1859)
- The Arts and Glory (1860)
- Resignation (a sonnet written on her deathbed)[3]

Em 1928, os poemas de Agüero foram incluídos no terceiro volume de Evolution of Cuban Culture. 1608-1927 de José Manuel Carbonell (Lyric poetry in Cuba, Havana, Imp. El Siglo XX, 1928, pp. 365-367.)